# Acropyga kinomurai
Acropyga kinomurai is een mierensoort uit de onderfamilie van de schubmieren (Formicinae). De wetenschappelijke naam van de soort is voor het eerst geldig gepubliceerd in 1996 door Terayama & Hashimoto.